# Ehecatl

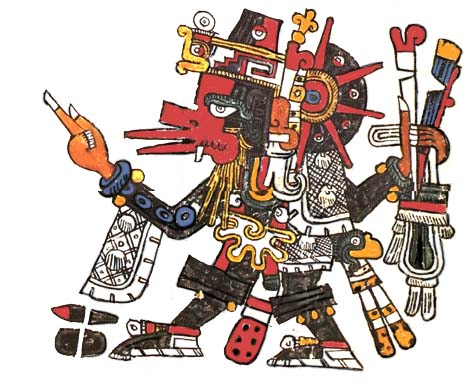
En avbildning av Ehecatl-Quetzalcoatl från Codex Borgia

Ehecatl är en pre-colombiansk gud som förknippades med vinden och var vindgud i aztekisk mytologi och i mytologin hos andra kulturer i Mesoamerika.
Eftersom vinden blåser i alla riktningar, förknippas Ehecatl med väderstrecken. 
Ehecatl gestaltas som ett monster med djurnos och utstående ögon.